# Phyllophaga crassissima
Phyllophaga crassissima är en skalbaggsart som beskrevs av Blanchard 1851. Phyllophaga crassissima ingår i släktet Phyllophaga och familjen Melolonthidae. Inga underarter finns listade i Catalogue of Life.